# Hugo Baar (Maler)
Hugo Baar (* 3. März 1873 in Neutitschein in Mähren; † 19. Juni 1912 in München) war ein Maler, sein Schwerpunkt lag bei der Landschaftsmalerei.
Hugo Baar studierte an der Wiener Kunstgewerbeschule bei Hofrat Josef Stork und Rudolf Ribarz, anschließend übersiedelte er nach München, wo er bei Gabriel von Hackl und Heinrich Knirr sein Studium fortsetzte. Ab 1907 unterhielt er ein Atelier in Neutitschein, von 1904 bis 1912 nahm er als Mitglied des Hagenbundes an Ausstellungen teil. Baar wurde 1906 für seine Arbeit Weiden im Schnee mit der Silbermedaille der Stadt Graz ausgezeichnet.

## Werke (Auswahl)

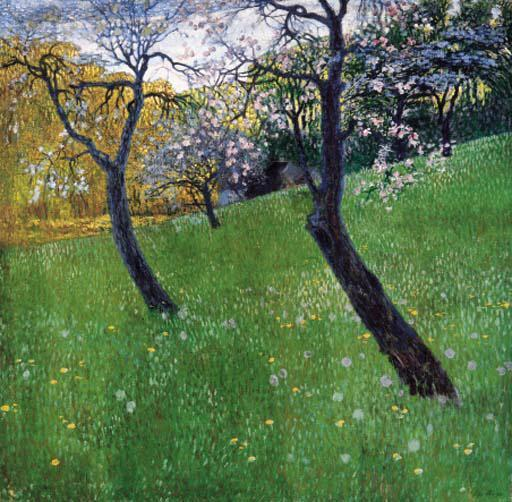
Obstgarten im Frühling
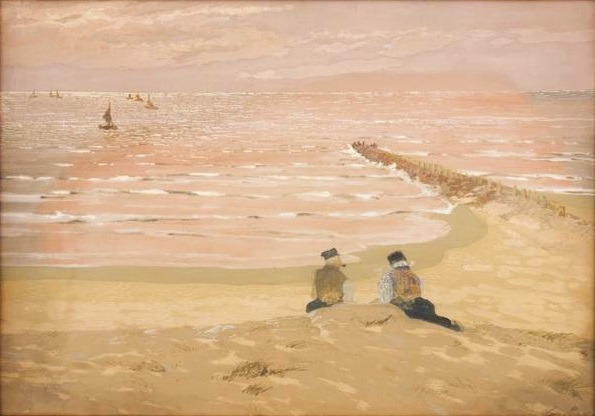
Am Strand von Scheveningen
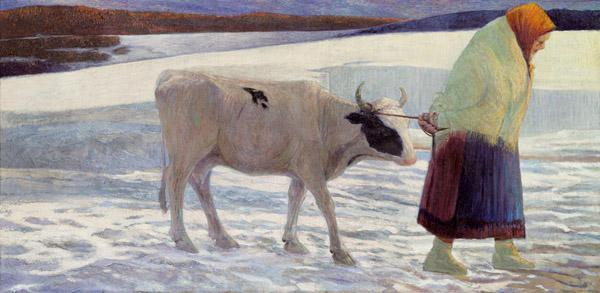
Winter in Österreich

- Alte Kirche im Kuhländchen, Spätwerk, im Besitz der Kunstfreunde in Olmütz
- Alter Friedhof in den Beskiden, im Besitz des regierenden Fürsten von Liechtenstein
- Beskidenlandschaft, Mährisches Landesmuseum
- Waldandacht, Öl auf Leinwand, 139 × 119 cm (Wien, Österreichische Galerie Belvedere, Inv. Nr. 779), um 1900
- Gebirgsweg in den Beskiden, Tempera auf Karton, 60 × 60 cm (Wien, Österreichische Galerie Belvedere, Inv. Nr. 1045), 1902